# Monica Tranel-Michini

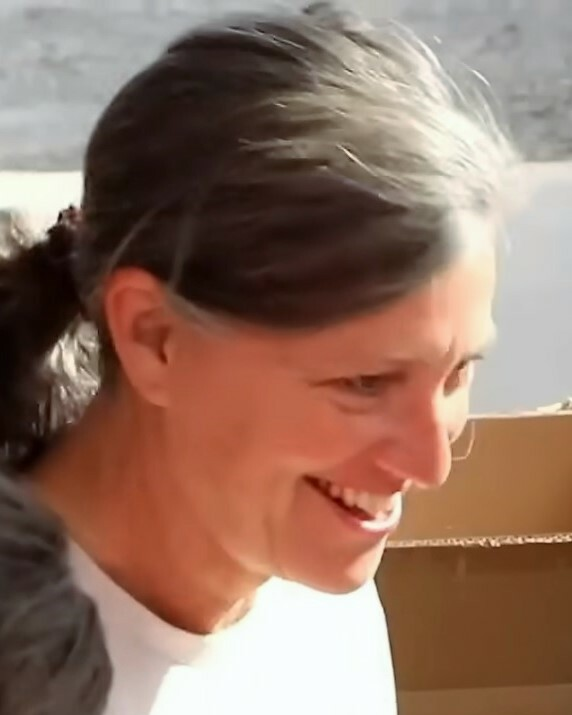
Monica Tranel-Michini (2022)

Monica Joan Tranel-Michini (* 4. Mai 1966 in Big Horn, Wyoming) ist eine ehemalige Ruderin aus den Vereinigten Staaten. Sie gewann bei Weltmeisterschaften einmal Gold, dreimal Silber und einmal Bronze.

## Karriere
Monica Tranel-Michini besuchte die Gonzaga University und begann dort mit dem Rudersport. Später wurde sie Rechtsanwältin.
Bei den Weltmeisterschaften 1993 in Račice u Štětí gewann der Doppelvierer mit Ruth Davidon, Serena Eddy-Moulton, Michelle Knox-Zaloon und Monica Tranel-Michini die Bronzemedaille hinter den Chinesinnen und dem deutschen Boot. Im Jahr darauf erkämpften Catriona Fallon, Amy Fuller, Anne Kakela und Monica Tranel-Michini hinter dem niederländischen Vierer ohne Steuerfrau Silber bei den Weltmeisterschaften in Indianapolis, im Achter siegten die deutschen Ruderinnen vor den Amerikanerinnen. Bei den Weltmeisterschaften 1995 in Tampere trat Monica Tranel-Michini nur mit dem amerikanischen Achter an und gewann ihren einzigen Weltmeister-Titel. Im Jahr darauf bei den Olympischen Spielen in Atlanta belegte Monica Tranel-Michini mit dem US-Achter den vierten Platz.
Ab 1997 trat Tranel-Michini meist im Einer an. Bei den Weltmeisterschaften 1997 in Frankreich belegte sie als Siegerin des B-Finales den siebten Platz. 1999 bei den Weltmeisterschaften in St. Catharines war sie noch einmal im Achter dabei und gewann Silber hinter den Rumäninnen. Bei ihrem zweiten Olympiastart 2000 in Sydney erreichte sie das B-Finale im Einer und wurde Zwölfte in der Gesamtabrechnung.
In den 2020er Jahren kandidierte Tranel-Michini in Montana für die Demokratische Partei zum Repräsentantenhaus der Vereinigten Staaten, unterlag aber dem Republikaner Ryan Zinke.